# Famille von dem Borne
Pour les articles homonymes, voir Borne.
La famille von dem Borne est le nom d'une ancienne famille noble du Brandebourg. Des branches de la famille existent encore aujourd'hui.
La famille doit être distingué de la famille noble westphalienne du même nom (de).

## Histoire
Il n'est pas certain que Haoldus de Burnen, mentionné pour la première fois dans des documents vers 1140, appartienne à cette famille. Le 3 novembre 1264, Theodoricus de Bornem apparaît dans un document de pays de la Havel. La lignée commence avec Klaus von dem Borne (mort avant 1484).
La famille possède des biens dans la Nouvelle-Marche, notamment la maison forte et la petite ville de Grasse comme fief du margrave. En outre, la famille noble se voit confier le fief du château de Dramburg, ainsi que quelques petits domaines. En 1633, le chancelier de Nouvelle-Marche Hans Georg von dem Borne (1589-1656),, et ses cousins féodaux sont inféodés à la petite ville de Bernöischen
Avec Berneuchen dans l'arrondissement de Landsberg-sur-la-Warthe (de), un domaine dans l'Est du Brandebourg est constamment géré par la famille de 1648 jusqu'aux expropriations de 1945. Le domaine devient une fidéicommis familiale en 1892. En 1914, il appartient aux frères et sœurs von dem Borne, le représentant autorisé est le général d'infanterie Rudolf von Viebahn (de) (1838-1928). Le dernier propriétaire ici est Leberecht von Viehbahn-von dem Borne après la grande crise économique. Il porte ce double nom légalement depuis 1921, et également sous le droit noble depuis 1930, et est le fils de Luise von dem Borne-Berneuchen et du général Rudolf von Viehbahn susmentionné. Berneuchen a une superficie de 955 hectares.
Le 12 février 1913, « Ernst von dem Borne » et ses descendants sont acceptés dans la noblesse néerlandaise sous le titre de « Jonkheer ». Les descendants vivent encore aujourd'hui dans le nord des Pays-Bas et en Écosse.

## Blason

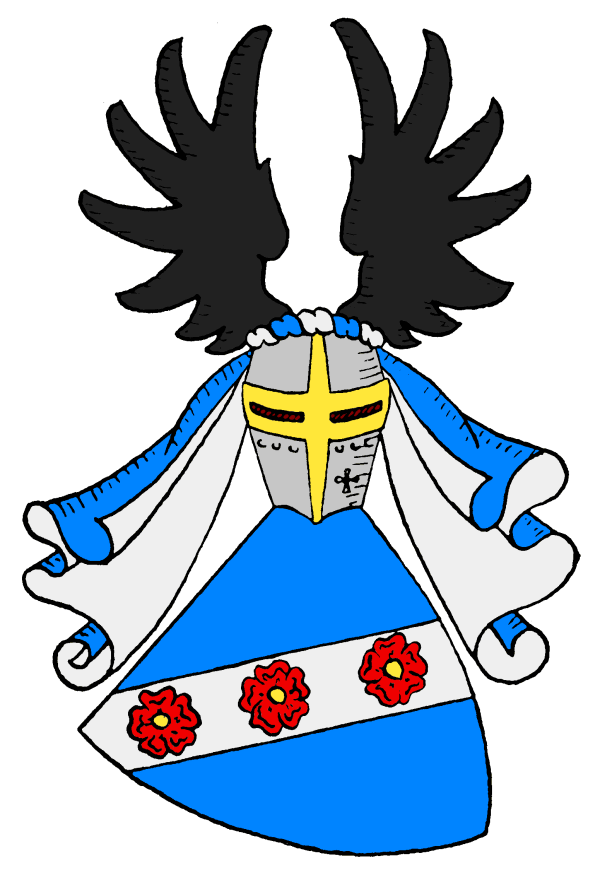
Armoiries de la famille von dem Borne

Les armoiries montrent une barre diagonale argentée bleue recouverte de trois roses rouges. Sur le casque avec des lambrequins bleus et argentés, un vol noir ouvert.

## Personnalités
- Georg von dem Borne (de) (1867-1918), géophysicien et propriétaire foncier prussienussien
- Gustaaf von dem Borne (1905-1943)[12], professeur de médecine interne à l'Université de Groningue
- Hermann von dem Borne (de) (1850-1923), lieutenant général prussien
- Kurt von dem Borne (1857-1933), général d'infanterie prussien
- Kurt von dem Borne (de) (1885-1946), vice-amiral allemand
- Max von dem Borne (de) (1826-1894), chambellan prussien, auteur